# Der Ritt in den Tod
Der Ritt in den Tod ist ein Gedicht von Conrad Ferdinand Meyer, das 1882 in dem Band Gedichte erschien.

## Inhalt
In der Schlacht bei Trifanum besiegte das von Titus Manlius Imperiosus Torquatus angeführte römische Heer die Latiner. Das lyrische Ich des Gedichts ist der gleichnamige Sohn des Heerführers, der gegen den Befehl seines Vaters seinen Posten verlassen und einen Latiner verbotenerweise im Duell, also Einzelkampf getötet hat. Er jubelt über seinen Triumph und präsentiert seine Beute – doch er weiß, dass sein Vater eine solche Befehlsverweigerung mit dem Tod bestrafen wird und liefert sich den Liktoren aus.

## Form
Das Gedicht besteht aus sechs zweiversigen, paargereimten Strophen. Das Metrum ist ein vierhebiger Anapäst mit stumpfer Kadenz.